# Michael Dudick
Michael Joseph Dudick (* 24. Februar 1916 in Saint Clair, Pennsylvania, USA; † 30. Mai 2007 in Schuylkill Haven, Pennsylvania) war Bischof der Eparchie Passaic der ruthenischen griechisch-katholischen Kirche in den USA.

## Leben
Michael Dudick empfing nach dem Besuch der „Benedictine University Illinois“ und des Priesterseminars „St. Procopius Seminary“ in Lisle, Illinois, am 13. November 1945 die Priesterweihe der Ruthenisch griechisch-katholischen Kirche. 1968 wurde er von Paul VI. als Nachfolger von Stephen Kocisko zum Bischof von Passaic dei Ruteni ernannt, einer von vier Diözesen der Ruthenian Byzantine Catholic Metropolitanate in the United States. 1995 wurde seinem Rücktrittsantrag stattgegeben; sein Nachfolger wurde Andrew Pataki.